# Без глазурі
«Без глазурі» (англ. Unfrosted) — американська комедія 2024 року, знята Джеррі Сайнфелдом (у його повнометражному режисерському дебюті) за сценарієм, який він написав разом зі своєю командою сценаристів Спайком Ферестеном, Баррі Мардером та Енді Робіном. Сайнфельд і Ферестен також виступають продюсерами фільму разом із Бо Бауманом через свою продюсерську компанію Columbus 81 Productions. У фільмі знімається акторський ансамбль, до якого входять сам Сайнфельд, Мелісса Маккарті, Джим Ґеффіґан, Макс Грінфілд, Г'ю Ґрант і Емі Шумер. Музику до фільму написав Крістоф Бек. Фільм заснований на реальній історії про створення тостерного печива Поп-тартс.
Фільм вийшов на платформі Netflix 3 травня 2024 року.

## Синопсис
У цій «історії про амбіції, зраду, цукор і загрозливих молочників» зернова компанія Kellogg's в 1963 році в Баттл-Крік, штат Мічиган, намагається перемогти свого конкурента Post на ринку за допомогою революційної випічки для сніданку.

## Акторський склад
- Джеррі Сайнфелд — Боб Кабана, працівник компанії Kellogg's (прототип персонажа — бізнесмен Вільям Пост[en]); також голос підлітка Равіолі
- Мелісса Маккарті — Донна Станковскі, науковиця НАСА, яка приєднується до команди Kellogg's
- Джим Ґеффіґен[en] — Едсел Келлог III, голова Kellogg's і бос Боба
- Макс Грінфілд[en] — Рік Лудвін, співробітник Post
- Г'ю Ґрант — Терл Рейвенскрофт[en], театральний актор, якого обрали на роль Тигра Тоні[en] (маскот Frosted Flakes[en])
- Емі Шумер — Марджорі Пост[en], голова зернової компанії-конкурента Post[en]
- Пітер Дінклідж — Гаррі Френдлі, лідер молочного синдикату
- Крістіан Слейтер — Майк Даймонд, зловісний молочник
- Білл Барр — президент Джон Кеннеді
- Ден Леві — художник Енді Воргол
- Джеймс Марсден — Джек Лалейн
- Джек МакБраєр — Стів Швінн (Schwinn Bicycle Company[en])
- Томас Леннон — Гарольд фон Браунхут[en]
- Боббі Мойніган — Chef Boyardee[en]
- Адріан Мартінес — Том Карвел[en]
- Сара Купер — Поппі Норткатт[en]
- Майкі Дей — Хрусь (англ. Cracle), маскот Rice Krispies[en]
- Кайл Муні — Гам (англ. Snap), маскот Rice Krispies[en]
- Дрю Тарвер — Хлоп (англ. Pop!), маскот Rice Krispies[en]
- Тоні Гейл — Едді Мінк
- Фелікс Соліс — Ель Сукре, глава колумбійського цукрового картелю
- Марія Бакалова — Рада Аджубей, перекладачка Хрущова
- Дін Норріс — Микита Хрущов
- Кайл Данніген — Волтер Кронкайт / Джонні Карсон
- Себастьян Маніскалко — Честер Слінк
- Бек Беннетт — Барні Стайн
- Седрік «Розважальник» — Стю Смайлі
- Фред Армісен — Майк Панц
- Джон Слеттері — нью-йоркський рекламник
- Джон Гемм — нью-йоркський рекламник
- Апарна Нанчерла — Первіс Пендлтон
- Енді Дейлі — Ісая Лемб
- Сара Бернс — пані Швінн
- Ронні Ченґ — Чак
- Рейчел Гарріс — Анна Кабана
- Седрік Ярбро — Тукан Сем, маскот Froot Loops[en]
- Патрік Ворбертон — Том Терранова
- Кен Нарасакі — Ralston Purina[en]
- Майкл Джозеф Пірс — General Mills
- Вінтер Бассет — Крихітка Деббі, «обличчя» McKee Foods[en]
- Даррелл Гаммонд — Ед Мак-Магон
- Джессіка Сайнфелд — Даніель Скляр

### Український дубляж
Виконаний студією «Так Треба Продакшн», режисер дубляжу Наталія Надірадзе, перекладач Ольга Переходченко, спеціаліст зі зведення звуку Дмитро Скриль, менеджер проєкту Валерія Антонова.

#### Акторський склад
- Боб — Михайло Войчук
- Едсел — Євген Пашин
- Донна — Валентина Сова
- Марджорі — Олена Бліннікова
- Терл — Володимир Терещук

Додатковий акторський склад: Андрій Альохін, Валерія Мялковська, Юрій Гребельник, Денис Жупник, Яна Кривов'яз, Сергій Ладєсов, Кирило Татарченко, Олександр Шевчук, Катерина Буцька, Лесь Гімбаржевський, Олег Грищенко, Наталія Калюжна, Михайло Кришталь, Наталія Надірадзе, Тимур Ребрик.

## Виробництво
У червні 2021 року стало відомо, що Netflix отримав права на проєкт. Джеррі Сайнфельд буде режисером, продюсером, співавтором сценарію та виконавцем головної ролі у фільмі, який заснований на його жарті про створення Поп-тартс. У червні 2022 року Мелісса Маккарті, Джим Ґеффіґан, Емі Шумер, Г'ю Ґрант і Джеймс Марсден були одними з перших запрошених акторів. Ґрант надав відеозапис для прослуховування Сайнфельду, і це було вперше за понад 30 років. У серпні Марія Бакалова була оголошена виконавицею епізодичної ролі. У лютому 2024 року стало відомо, що до акторського складу приєдналися Білл Барр і Ден Леві.
Виробництву було надано податковий кредит для зйомок у Каліфорнії в лютому 2022 року. Основні зйомки відбулися в середині 2022 року.

## Музика
Музику до фільму написав Крістоф Бек. Пісню «Sweet Morning Heat» для фільму створили Меган Трейнор і Джиммі Феллон.

## Випуск
Прем'єра фільму відбулася в Єгипетському театрі Граумана в Голлівуді 30 квітня 2024 року. 3 травня 2024 року фільм вийшов на Netflix.

## Сприйняття
Станом на 5 травня 2024 року, на вебсайті агрегатора рецензій Rotten Tomatoes 42 % із 66 відгуків критиків є позитивними із середньою оцінкою 4,7/10. Консенсус вебсайту говорить: «Як тістечка з консервантами для тостерів, „Без глазурі“ солодке та барвисте, але це, зрештою, порожній досвід, який може викликати у споживача почуття жалю». Metacritic, який використовує середньозважену оцінку, поставив фільму оцінку 41 зі 100 на основі 26 критиків, вказуючи на «змішані або середні» рецензії.